# 硒酸钬
硒酸钬是一种无机化合物，化学式为Ho2(SeO4)3，存在无水物和八水合物。它可由氧化钬溶解于硒酸溶液，蒸发结晶得到。它在溶液中和其它硒酸盐共同结晶，可以得到K3Ho(SeO4)3·nH2O、NH4Ho(SeO4)2·3H2O、CH3NH3Ho(SeO4)2·5H2O等复盐。